# Église du Cœur-Immaculé-de-Marie de Suresnes
Pour les articles homonymes, voir église du Cœur-Immaculé-de-Marie.
L'église du Cœur-Immaculé-de-Marie est une église située 23, rue de Verdun à Suresnes (Hauts-de-Seine), réalisée par l'architecte Édouard Bérard en 1907-1908.

## Église Saint-Leufroy

### Histoire

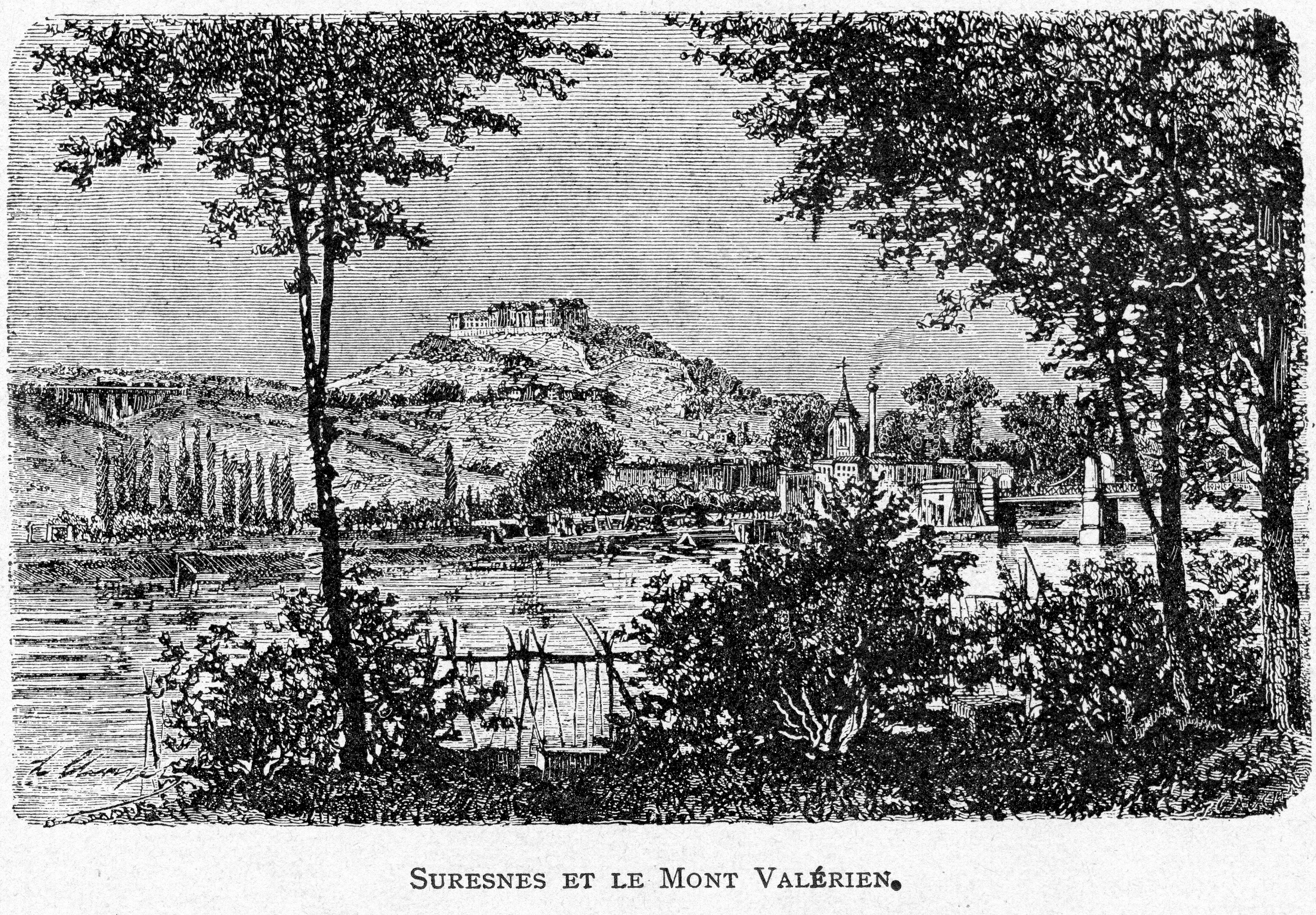
Suresnes vu depuis l'actuel bois de Boulogne au XIXe siècle : clocher de l'église Saint-Leufroy à droite, mont Valérien en arrière plan.

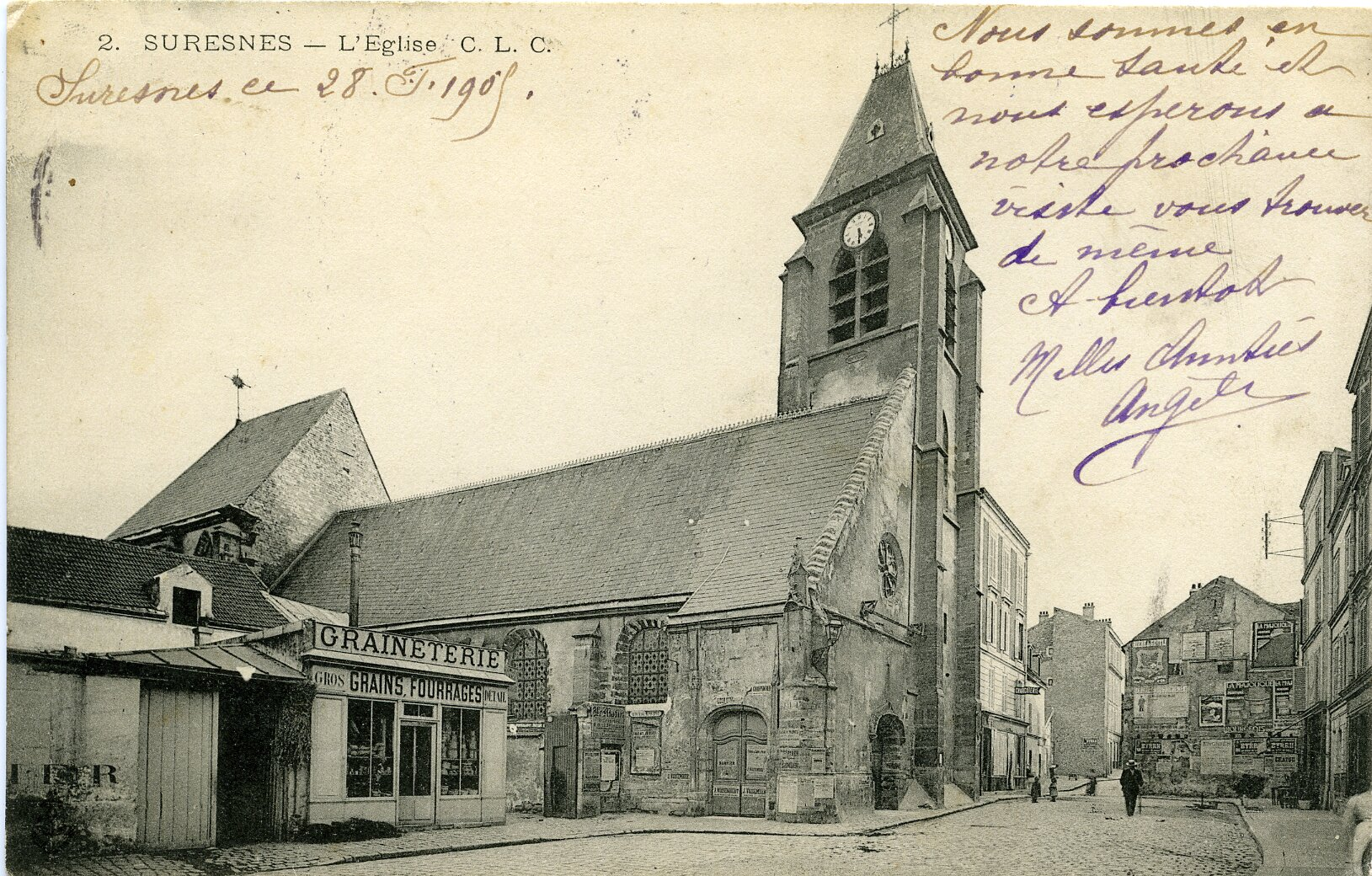
L'église Saint-Leufroy en 1905.

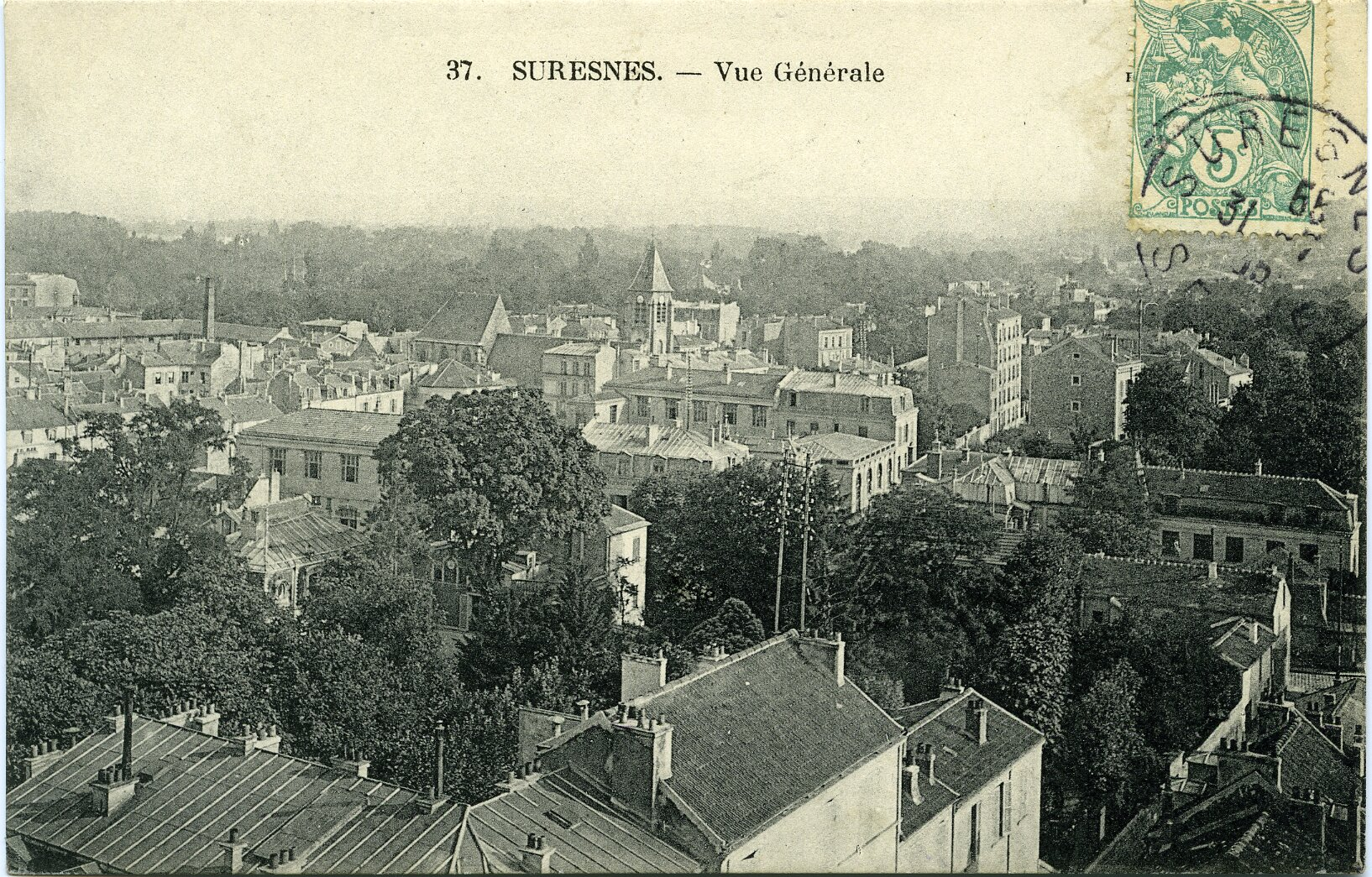
Le clocher émerge du centre-ville historique (1905).

L'actuelle église remplace l'ancienne église Saint-Leufroy comme principal lieu de culte catholique de Suresnes.
À l'origine, il s'agit d'une chapelle construite vers 910, par la suite transformée en église. À la tête d'une paroisse autonome à partir de 1070, elle ne dépend plus du diocèse de Nanterre et demeure sous l'autorité de l'abbaye Saint-Germain-des-Prés jusqu'à la Révolution ; cette institution religieuse parisienne est en effet propriétaire des terres de Suresnes durant de nombreux siècles. En 1222, l'église reçoit une partie des reliques de Leufroy d'Évreux, un des vitraux de l'actuelle église rendant d'ailleurs hommage à cet épisode, en figurant des moines apportant la châsse de saint Leufroy. Au XIIIe siècle, sur l'autre rive de la Seine, Isabelle de France fonde l'abbaye royale de Longchamp, qui entretient des liens étroits avec Suresnes. Au XVe siècle, des ermites s'installent au sommet du mont Valérien et au XVIIe siècle, un calvaire est installé au même endroit, donnant naissance à un célèbre pèlerinage qui conduit les dévots parisiens à traverser la Seine, puis Suresnes, afin de rejoindre le calvaire. En 1590, pendant les guerres de Religion, l'église Saint-Leufroy est détruite par les Huguenots. Restaurée puis agrandie, elle est cependant démolie en 1906 à cause de sa vétusté,.
Bien que saint Leufroy reste saint patron de Suresnes, la nouvelle église est consacrée au Cœur-Immaculé-de-Marie ; un autel lui y était initialement dédié. À noter qu'à Suresnes existe une chapelle Saint-Leufroy construite en 1948, ; elle est située dans un autre quartier de la ville (République), 3 rue Chemin-Vert.

### Œuvres et mobilier de l'ancienne église
Après la loi de 1905 abolissant le Concordat, l'inventaire des biens de l'Église à Suresnes a lieu du 5 au 7 février 1906. Dotée d'un clocher-porche de style roman datant des XIe – XIIe siècle mais tellement remaniée au fil des siècles qu'elle n'avait guère d'intérêt artistique selon l'abbé Lebeuf, l'église Saint-Leufroy avait pourtant marqué la vie de générations de Suresnois du baptême à l'enterrement, en passant par le mariage ou l'enseignement, du temps ou le curé faisait office de maître d'école. Des poutres légères soutenaient la voûte. Il y avait six vitraux, dont deux figuraient les armes de l'abbaye de Saint-Germain-des-Prés d'une part et de la royauté d'autre part, baignant le chœur de lumière, tandis qu'un plus petit était dédié à saint Leufroy. Les sept chapelles qui entouraient la nef avaient durant des siècles été l'objet de la convoitise des bourgeois et des aristocrates de Suresnes, qui contre rémunération pouvaient les décorer voire y être inhumés. L'église bénéficiait aussi de dons et de revenus liés aux offices et à des maisons ou des terres qu'elle louait. Elle se trouvait sur un terrain d'environ six ares, la place de la Fouillée faisant office de parvis. Elle est déclarée en ruines et estimée à 68 900 francs. Mis à part les objets du culte, il n'y a pas de biens de valeur, la quasi-totalité des statues étant par exemple en plâtre. L'église avait déjà été rayée de la liste des monuments historiques en 1886 mais 24 tableaux qu’elle conservait furent reclassés par la loi du 30 mars 1887,.
Le livre Patrimoine des Hauts-de-Seine, volume II, Guide des tableaux conservés dans les édifices publics et privés mentionne une liste de 27 tableaux conservés dans l'église Saint-Leufroy, déplorant qu'aucune des toiles n'ait pu être localisée par la suite. Il décompte de nombreuses copies anonymes, « de grands maîtres [...] et de peintres plus modestes », comme La Vierge au chapelet d'après Bartolomé Esteban Murillo, L'Ange gardien d’après Domenico Fetti, Le Martyre de Saint-Étienne d'après Charles Le Brun, Saint François d'Assise, La Vierge et l'Enfant d'après Procaccini, La Vierge et l'enfant d'après Raphaël, Sainte Madeleine d'après Guido Reni et Le Mariage de la Vierge de Pierre Paul Rubens. L'église abritait aussi des tableaux anonymes comme L'Ascension, L'Assomption, Saint Jean ou Saint Leufroy, et enfin des œuvres originales comme Sainte Marguerite de Leroux (1699) et Saint Louis en prière, Le Christ en croix de Giovanni Rota d'après Philippe de Champaigne (1857), Le Saint Sacrement de Roches (1859), Les disciples d'Emmaüs de Nélie Jacquemart (1864), Saint Pierre attribué à Joseph-Marie Vien et La Descente de croix par Hubert, d'après Rubens.
On relève aussi un portrait de prêtre, peut-être le curé de Suresnes lors la Révolution française, Porchet ; il est donné en 1900 par l'abbé de la paroisse au docteur Gillard, qui l'expose dans le petit musée aménagé dans une salle de la mairie. Il y a enfin une peinture espagnole sur bois et un bas-relief du XVe siècle, non estimés. Un marguillier rachète les objets du culte pour 1 000 francs, la chaire et les orgues pour 2 100 francs. L'argent récolté permet d'entretenir l'asile de personnes âgées de la commune. Le département réclame trois tableaux, alors que trois autres sont vendus à la mairie pour 7 315 francs. Lors de cette dispersion, « l'attitude correcte du curé » est saluée par le maire Victor Diederich, notoirement anticlérical.

### Projet d'une nouvelle église
L'état de délabrement de l'église est avancé ; vers 1850, le projet de la reconstruire avait déjà été envisagé. Elle appartient alors à la commune, étant antérieure au Concordat de 1802. De nécessaires travaux de rénovation n'avaient pas été effectués, alors qu'un incendie criminel avait touché la chapelle nord en 1904. S'en inquiétant, l'archevêque de Paris écrit au maire le 14 avril 1906 pour constater qu'il était dangereux pour les fidèles de se rendre dans un bâtiment se trouvant dans un tel état, que la mairie n'était néanmoins pas légalement tenue d'entretenir. La fabrique n'a pour sa part pas les moyens de financer seule un éventuel chantier. L'autorité religieuse menace alors, devant le refus du conseil municipal, de cesser la célébration du culte dans cette église. Le 27 avril, le conseil vote sa démolition. Le 2 juin, le ministre Aristide Briand écrit pourtant au maire en lui conseillant de ne démolir « que le strict nécessaire » mais la municipalité passe outre. Dans le contexte tendu de l'adoption de la loi, l'affaire fait polémique dans les grands journaux catholiques, envenimée encore plus par l'affaire des cloches de l'église.

### Affaire du buste d'Émile Zola

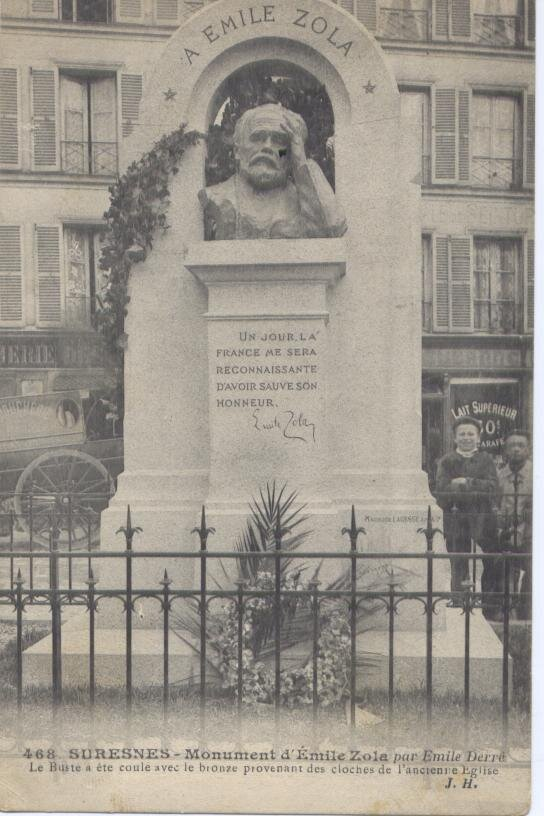
Le monument à Émile Zola.

Après la guerre de 1870, il ne restait plus qu'une cloche. En 1897, le curé Combel en avait acquis quatre par souscription, qui devinrent, après la démolition de l'église, propriété de la commune, qui ne les destine pas à la nouvelle église. Le 26 juillet 1907, le conseil municipal décide alors d'en fondre une et de réaliser un buste d'Émile Zola — en passe d'entrer au Panthéon — avec le bronze obtenu, sculptée par Émile Derré. Les autres cloches sont fondues et le matériau obtenu vendu afin d'entretenir la maison de retraite.
Inséré au sein d'un monument, le buste est installé sur la place Trarieux. Il donne lieu à une vive polémique, alors que la destruction de la vieille église avait déjà choqué des fidèles. L'inauguration a lieu le 12 avril 1908, avec la participation de Gustave Charpentier et du conservatoire de Mimi Pinson qu’il dirigeait. Le fils de l'écrivain, Jacques-Émile Zola, est présent. Le maire Victor Diederich, anticlérical, déclare lors de la cérémonie : « Cette cloche a suffisamment sonné l'erreur pour proclamer maintenant la vérité ». L'évènement est perturbé par quelques anti-dreyfusards, qui crient : « À bas Zola, à bas Dreyfus, vive Mercier ! ». Un manifestant est même arrêté et, l'après-midi qui suit, des Camelots du roi essaient de renverser le buste. L'écrivain Léon Bloy s'insurge : « Le buste d'Émile, inauguré à Suresnes en 1908, avec fracas, aurait été fait du bronze des cloches de l'église désaffectée et dépouillée. Quel mortel obtint jamais pareil honneur ? Ce pauvre bronze, autrefois béni pour appeler les hommes à la prière et pour écarter la foudre, transformé par force en un simulacre de la Bêtise et de l'Infamie ! […] Je ne voudrais pas passer, à minuit, devant le bronze béni de cette crapule ». Sur son socle est gravée une phrase d'Émile Zola écrite pendant l'affaire Dreyfus : « Un jour, la France me sera reconnaissante d’avoir sauvé son honneur ». En 1926, le maire Henri Sellier fait transférer le buste dans le square de la bibliothèque municipale. Il se trouve depuis 1992 dans le jardin du collège Émile-Zola, dans un quartier adjacent,.

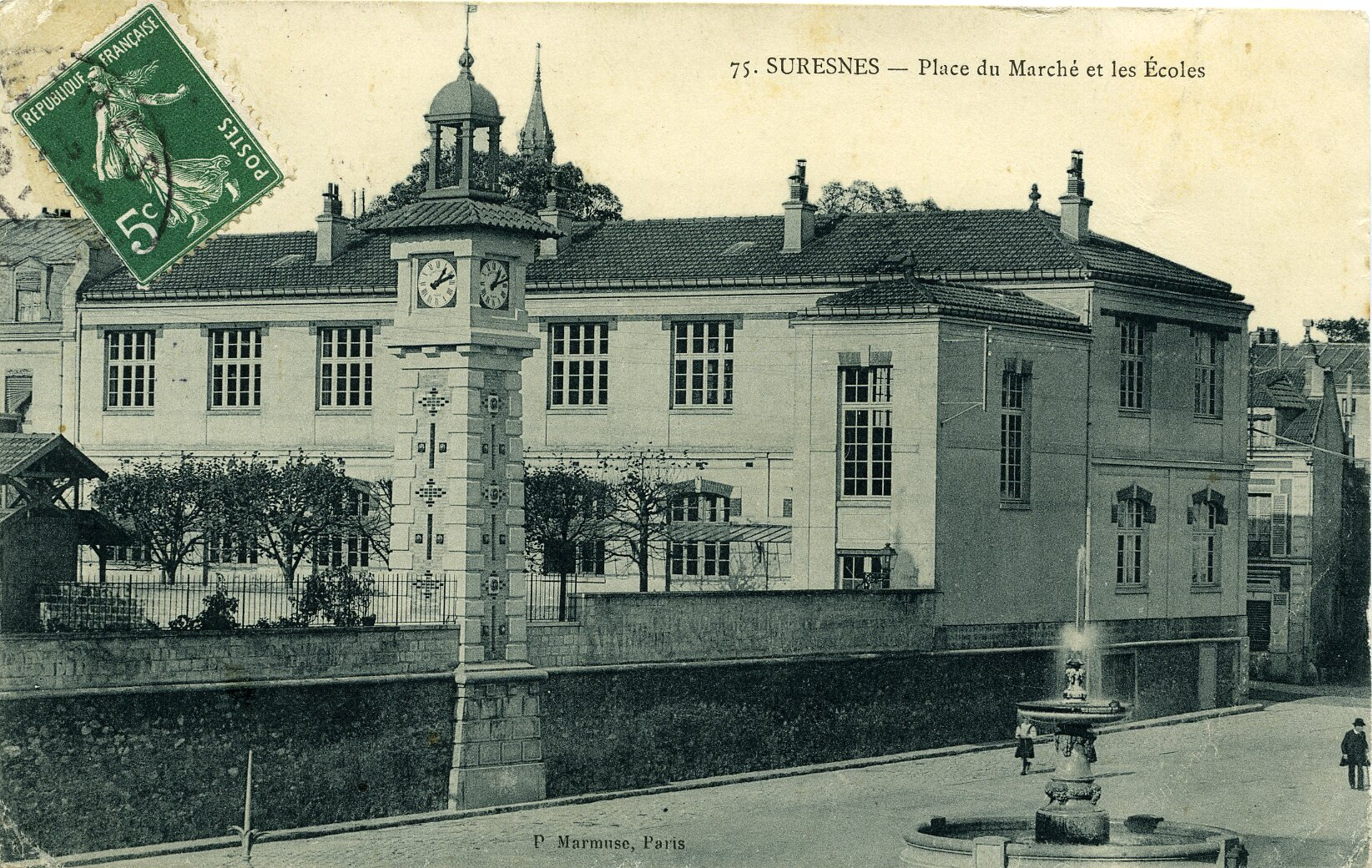
L'école Jules-Ferry et son beffroi sur une carte postale ancienne.

À noter que la pendule située sur le clocher de l'ancienne église a pour sa part été sauvée et installée sur le beffroi de l'école primaire Jules-Ferry, chargée de sonner le début des cours.

## Église du Cœur-Immaculé-de-Marie

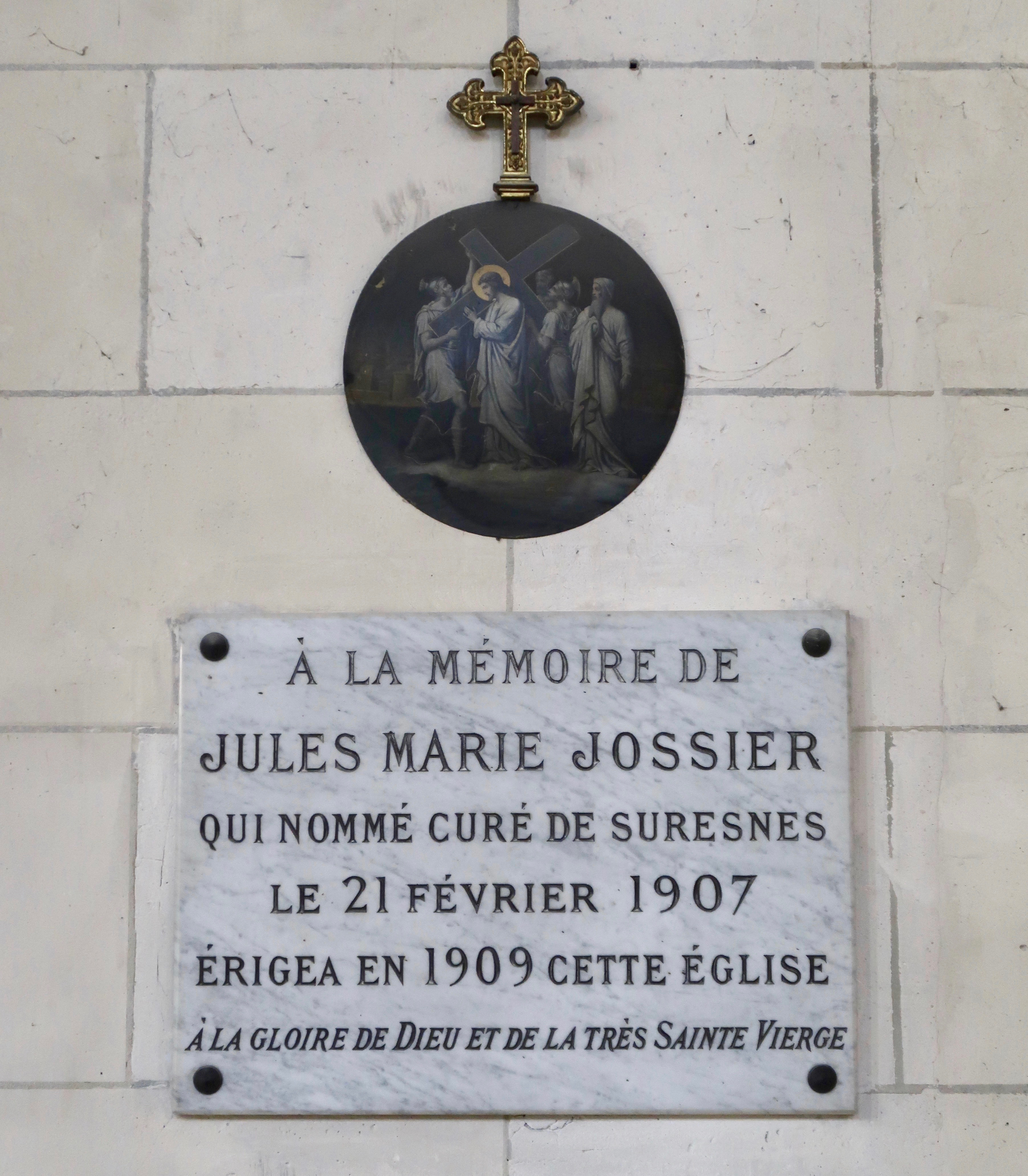
Plaque en hommage au curé Jules Marie Jossier qui fit ériger l'église.

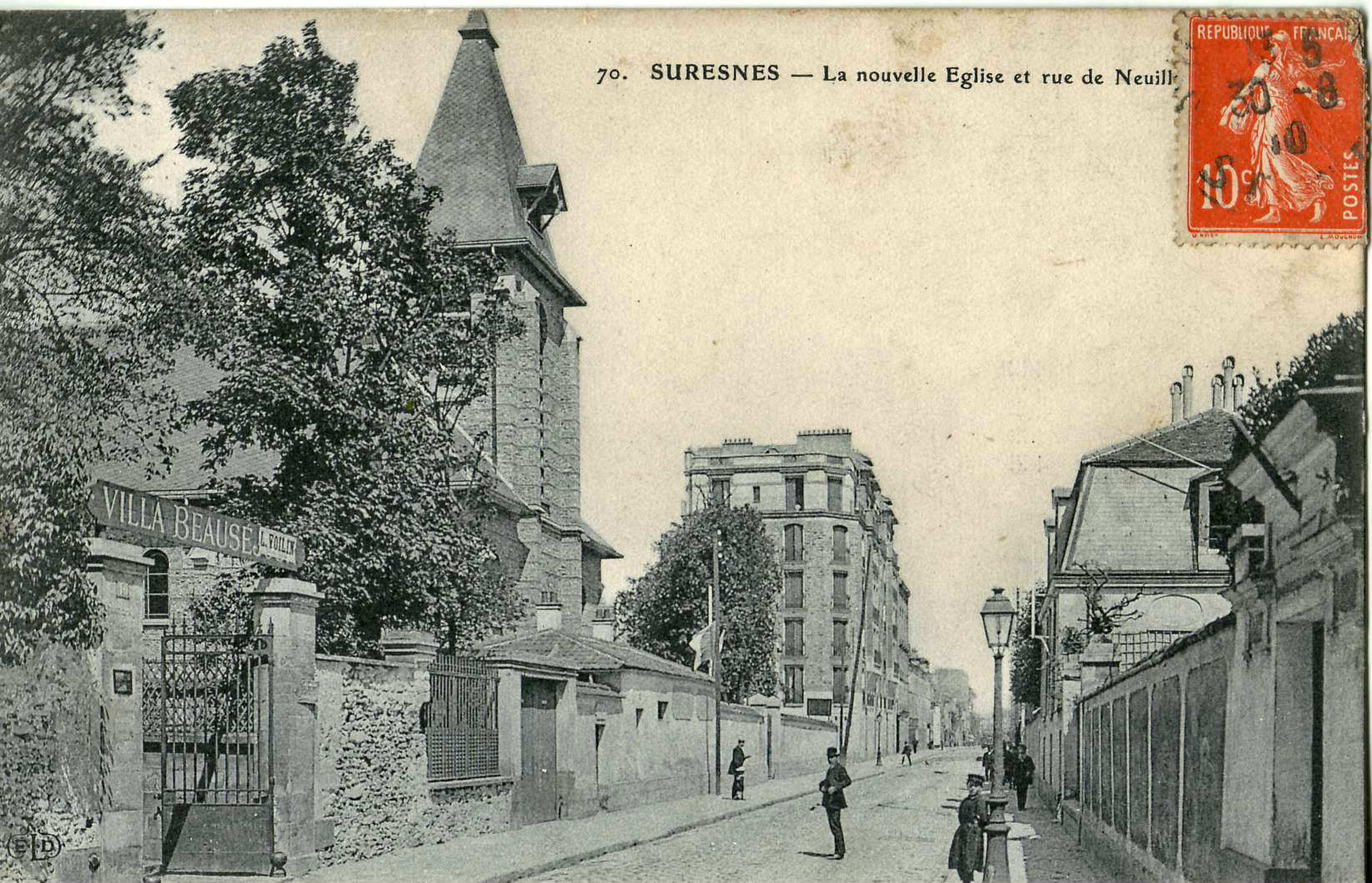
La nouvelle église vers 1910 (on devine un mur d'enceinte disparu depuis).

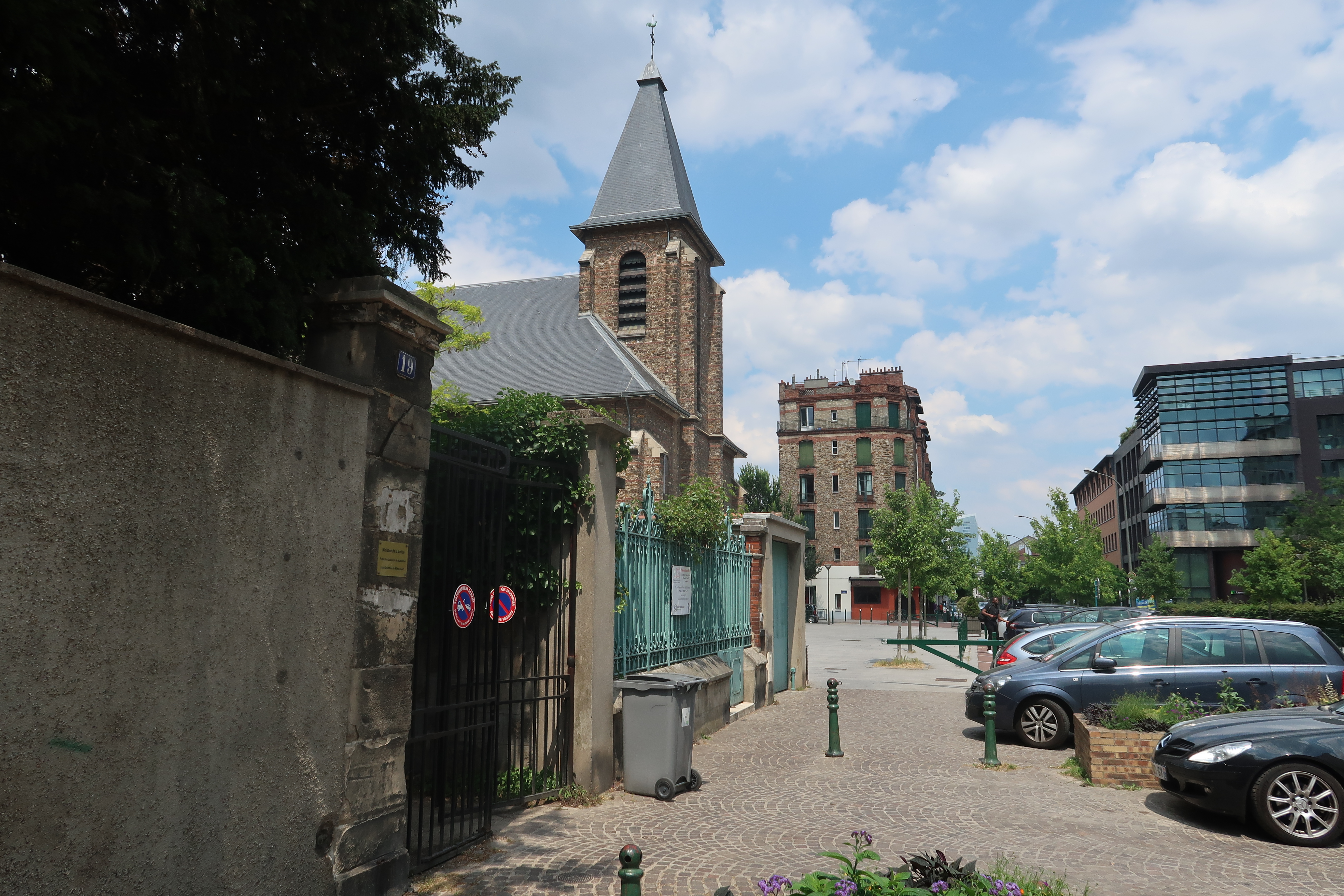
Même vue de nos jours.

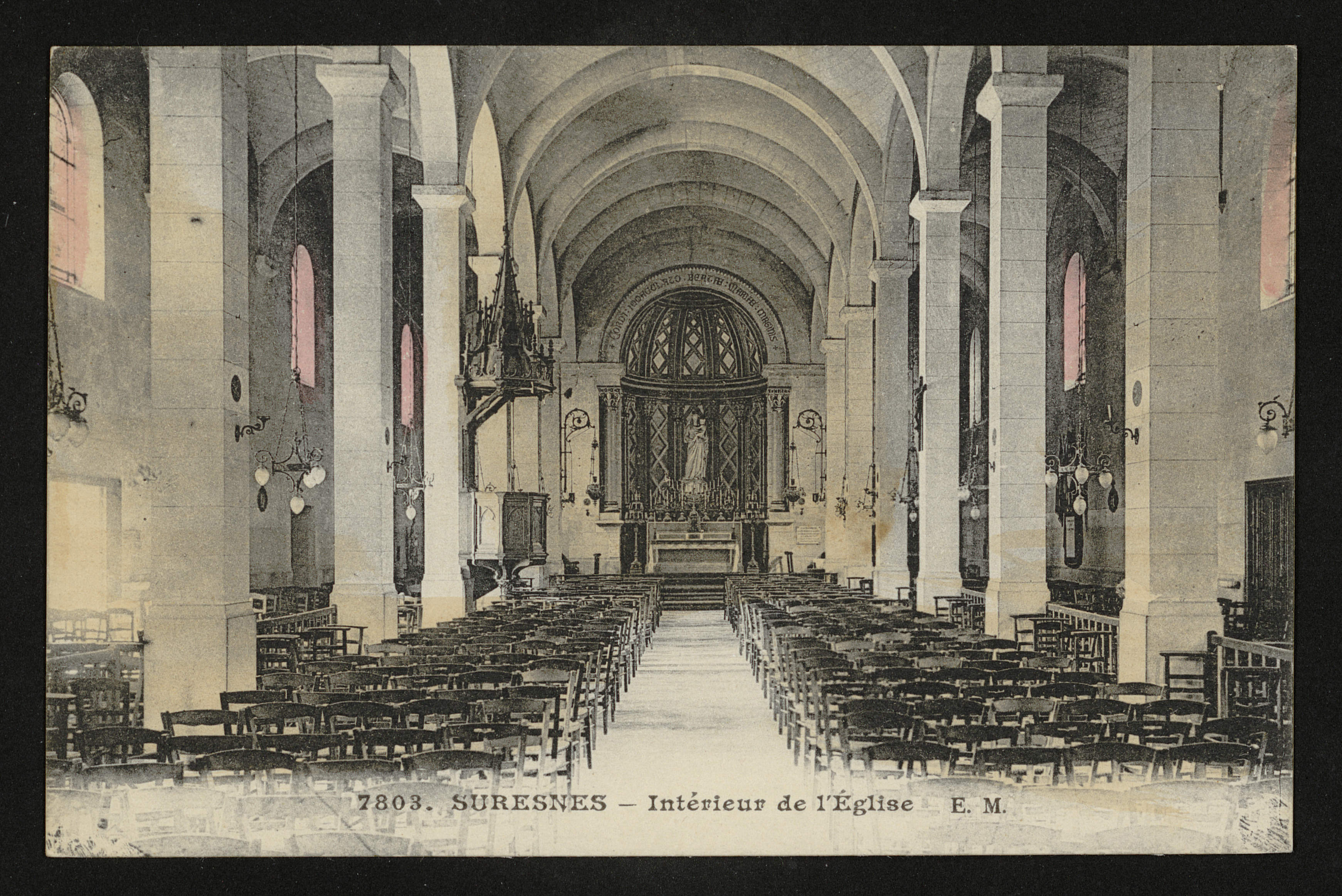
Intérieur.

L'ancienne église se trouvait au niveau de l'actuelle allée Scheurer-Kestner, dans l'ancien quartier historique, rasé pour sa partie sud-ouest dans les années 1970 pour accueillir le centre commercial Suresnes 2 et des tours d'habitation. Les noms de quelques rues (« promenade Saint-Leufroy », « promenade de l'Abbaye », etc.) y rappellent l'histoire du site, dont les traces anciennes ont complètement disparu. L'église du Cœur-Immaculé-de-Marie est pour sa part édifiée plus au nord, rue de Verdun, à l'intersection avec la rue de Nanterre. C'est l'archevêque de Paris qui nomme l'abbé Jossier, jusque là vicaire à Puteaux, pour mener à bien le projet. Alors que le contexte de l'époque est marqué par un fort anticléricalisme, il lance une souscription, exaltant le thème de reconquête de la fierté catholique. La première pierre est posée le 15 décembre 1907 par le cardinal Richard — un vitrail commémorant cet épisode — et l'église est consacrée le 18 octobre 1911 par le cardinal Amette. Durant les travaux, la messe avait été célébrée dans une chapelle provisoire. Disparue depuis, une cité paroissiale est par ailleurs érigée sur le pourtour (école, salle des fêtes, patronage et presbytère), ceinturée par un mur. L'actuel presbytère a été construit dans les années 1980.
D'un style architectural sobre, l'église est typique de celles construites à l'époque en banlieue parisienne. Sa façade est faite en briques rouge-ocre, avec quelques éléments décoratifs en mosaïque. À l'intérieur, les trois nefs ont la même hauteur. Dans le chœur se trouve une statue de la vierge à l'enfant par Jean-Pierre Cortot (1829), en plâtre ou en calcaire selon les sources. Elle avait été commandée par l'abbé Forbin-Janson pour son projet d'église néo-byzantine qu'il voulait édifier sur le mont Valérien, et placée, en attendant les travaux jamais achevés, dans la chapelle du couvent des Pères des missions du mont, détruit au début des années 1840 pour laisser place à la forteresse du Mont-Valérien. En 1832, après que les prêtres eurent été chassés du mont, la statue est transférée en l'église Saint-Leufroy, puis placée dans le chœur de la nouvelle église du Cœur-Immaculé-de-Marie de Suresnes. Du même modèle, il existe une réplique en marbre à Arras, dans la cathédrale Notre-Dame-et-Saint-Vaast, et un moulage d'argent estampé à Marseille, dans la basilique Notre-Dame-de-la-Garde. 
L'église était initialement pourvue d'une chaire, depuis déposée au musée municipal. Trois cloches se trouvent dans le clocher. La première est obtenue grâce à une souscription du journal Le Gaulois et les deux autres par souscription paroissiale ; elles sont baptisées le 7 mai 1922 en présence du protonotaire apostolique, Odelin, de l'ancien curé de Suresnes Patrice Flynn et du vicaire de la paroisse l'abbé Massenet.
L'église est ornée de vingt vitraux historiés, dont certains portent le nom de leur donateur. Réalisés par le cartonnier Henri Brémond et le maître-verrier Henri Carot, ils sont consacrés au culte de la vierge (pour leur partie haute) et à l'histoire religieuse locale (partie basse). Cinq présentent la vie de saint Leufroy. Les autres figurent sainte Geneviève en bergère, Isabelle de France, les ermites du mont Valérien et le roi Henri IV, l'incendie de l'église par les protestants, l'abjuration d'Henri IV (deux vitraux), Marguerite Naseau (deux vitraux), la rosière de Suresnes, les vignerons à la Saint-Vincent (patron des viticulteurs, en lien avec l'histoire séculaire de la culture de la vigne à Suresnes), les pèlerins au mont Valérien, la pose de la première pierre de l'église, sa consécration, un autre montrant les armes du pape Pie X et un dernier celles du cardinal Amette,,.

## Galerie
Sélection de vitraux et détails

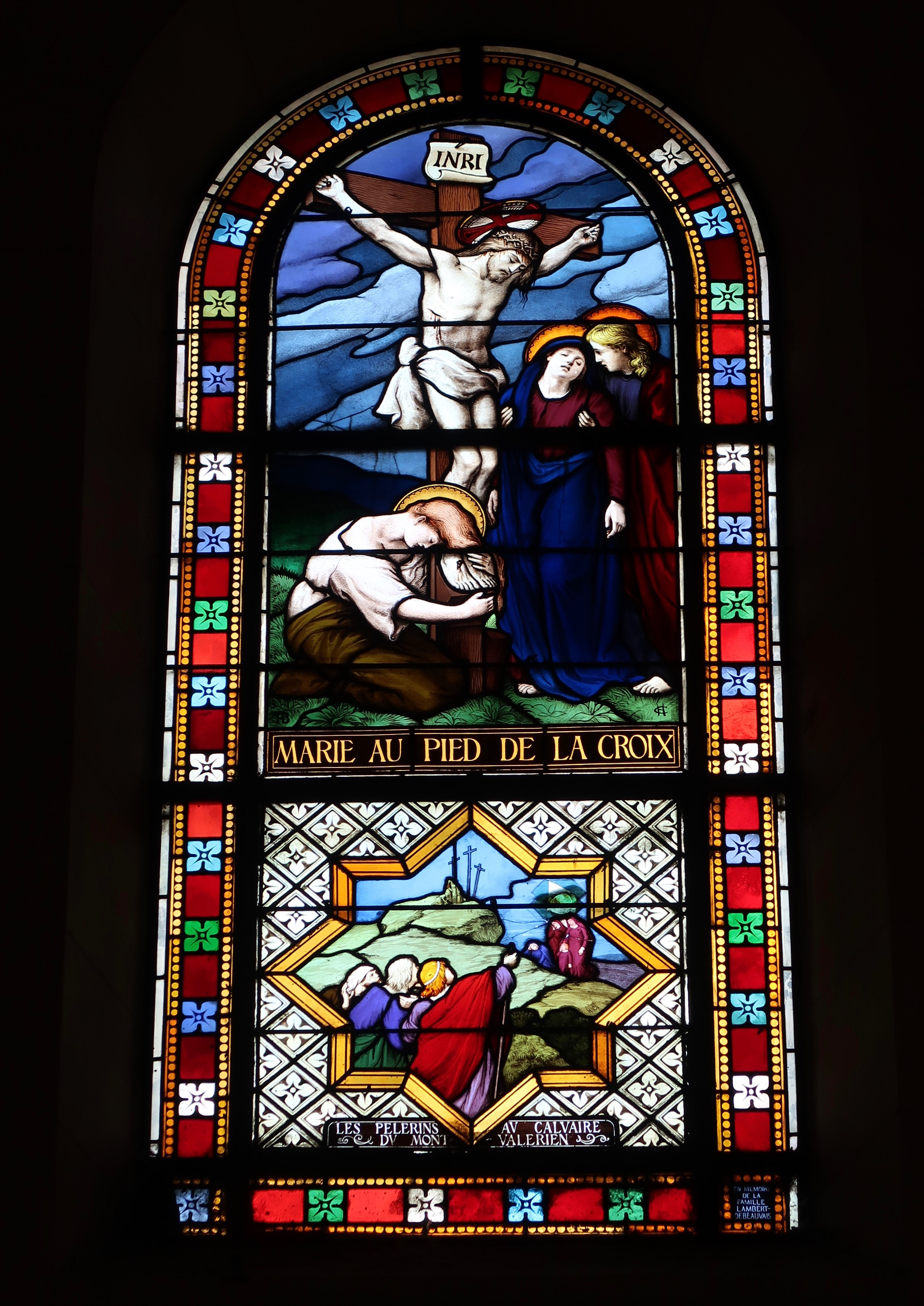
Marie au pied de la croix et pèlerins du mont Valérien.
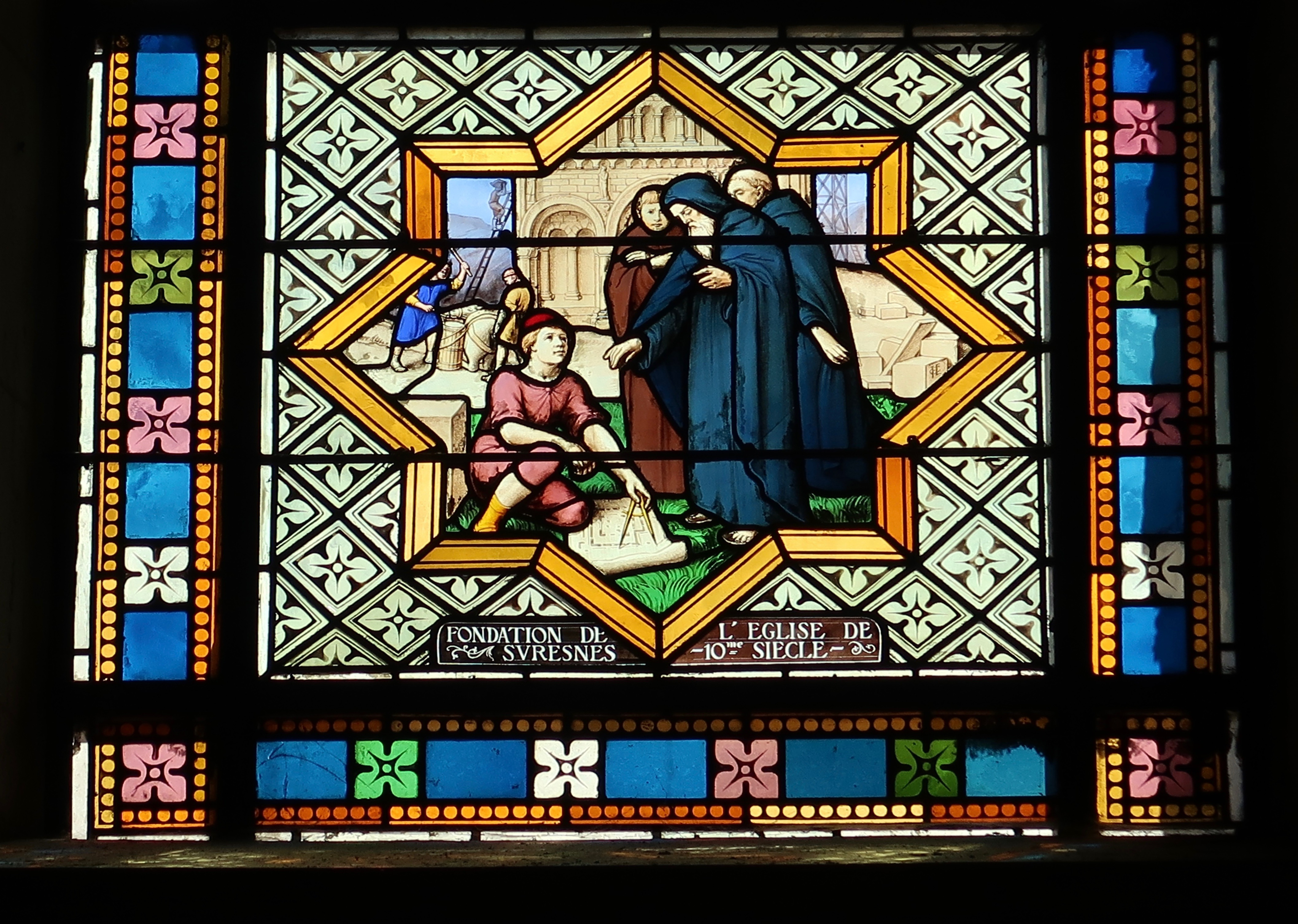
Fondation de la première église.
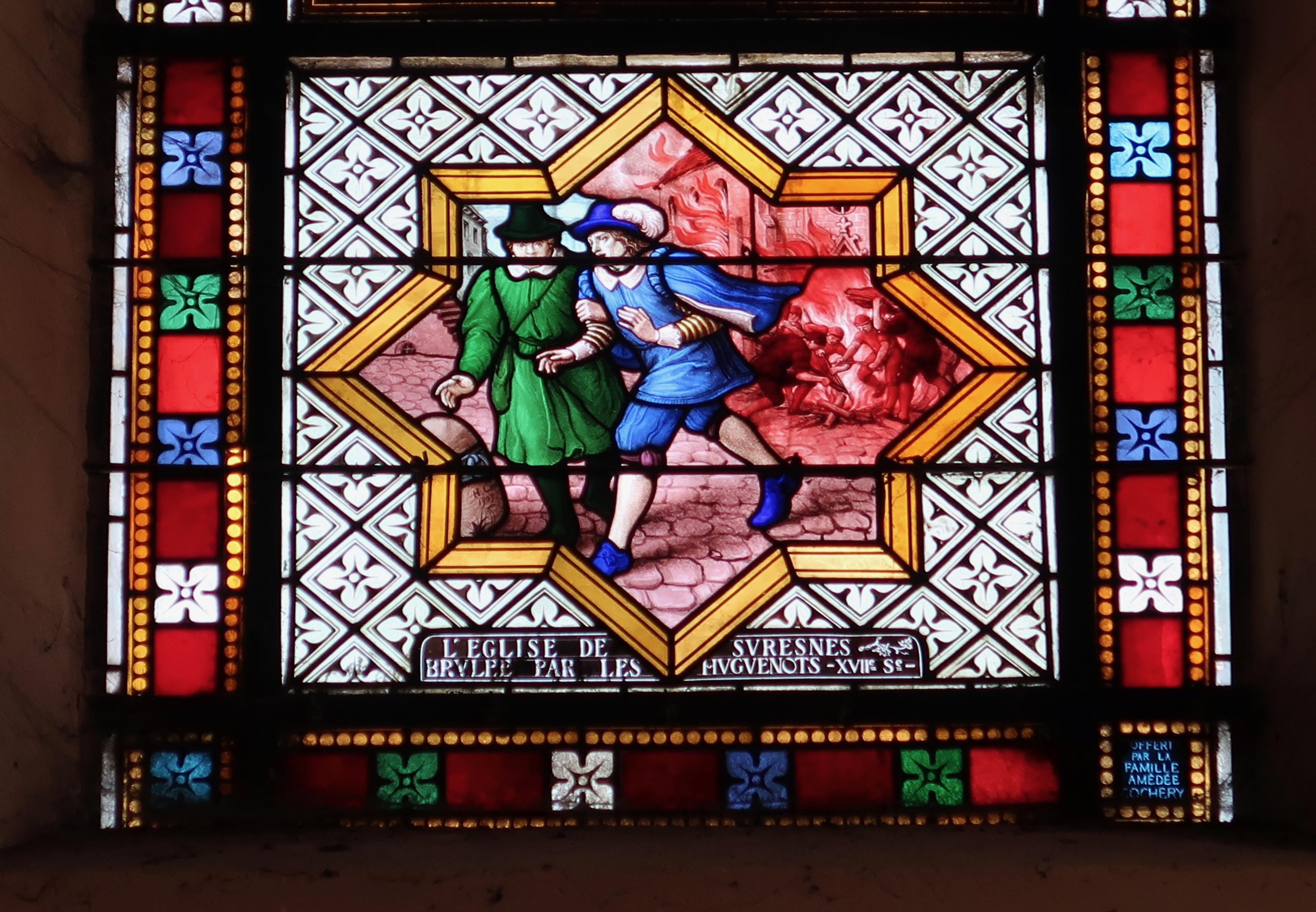
Incendie par les Huguenots.
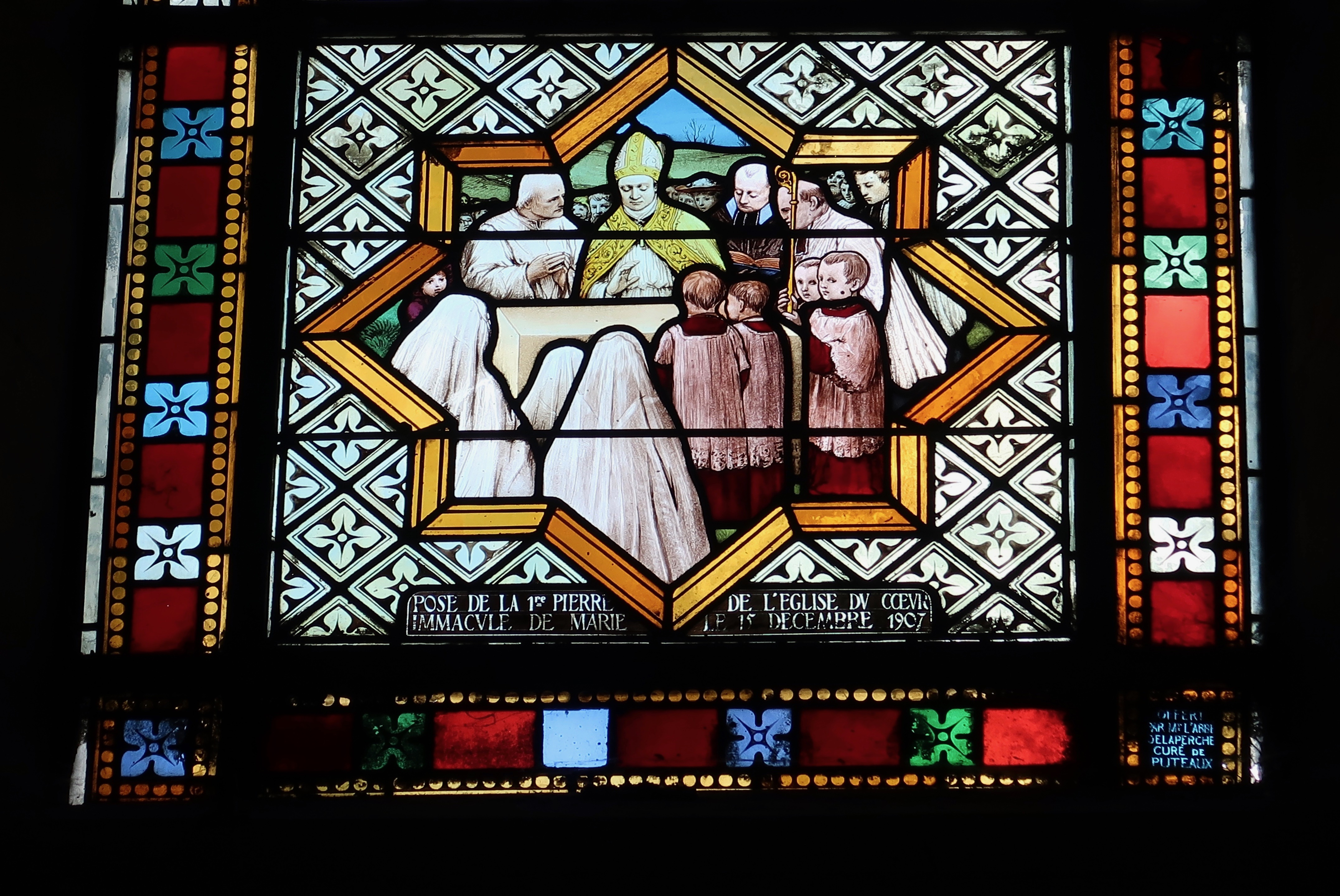
Pose de la première pierre de la seconde église.
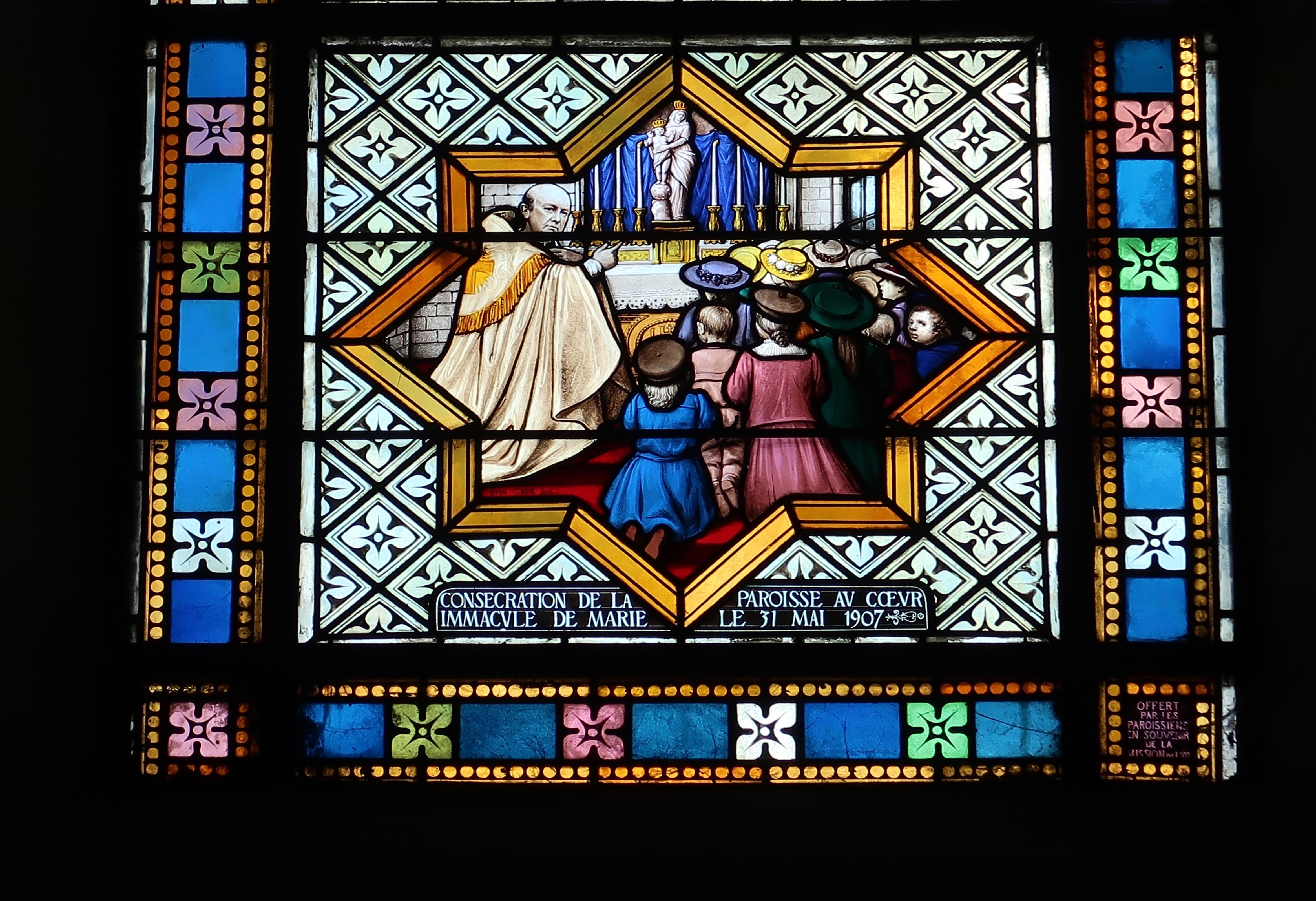
Consécration de la paroisse.

Extérieur

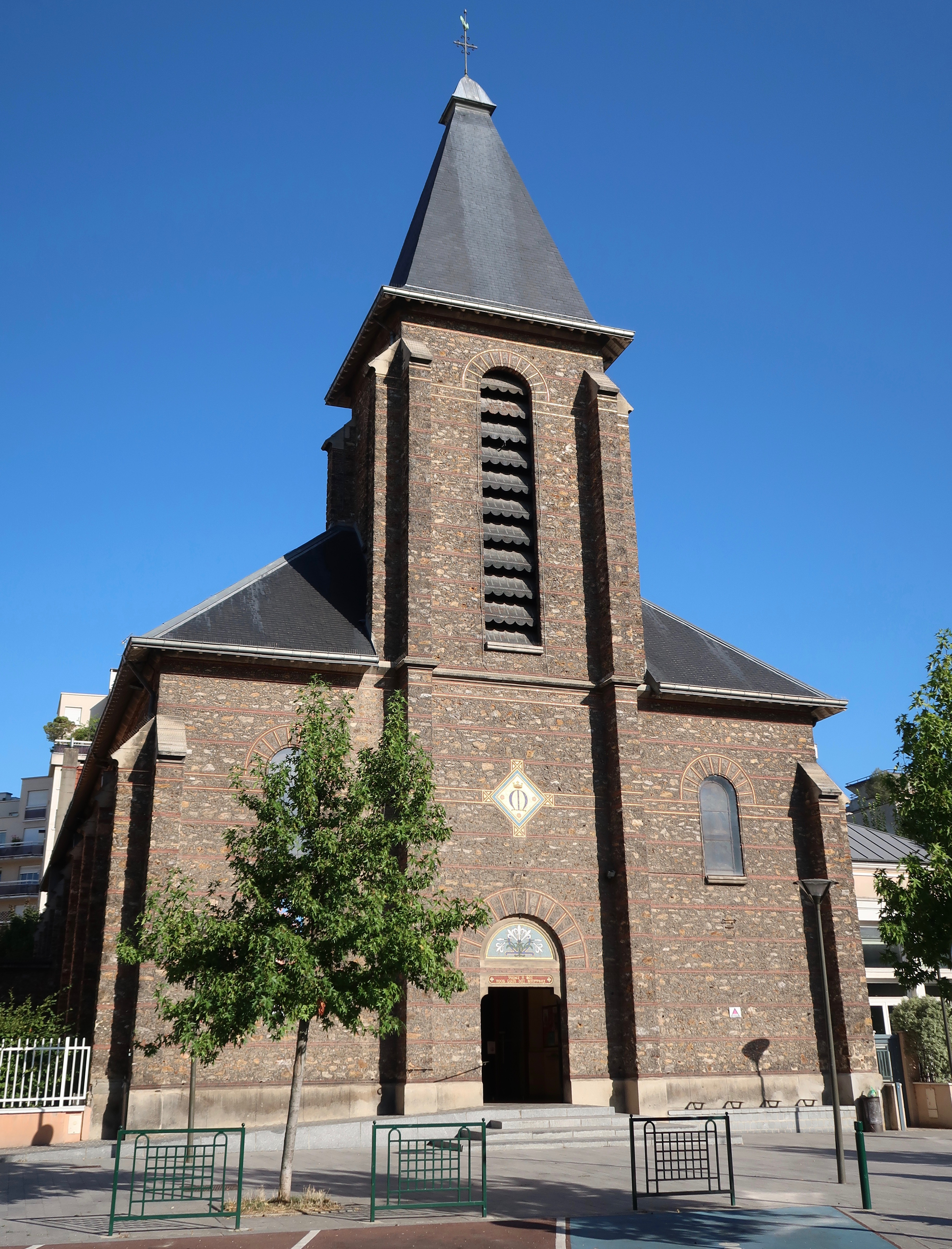
Vue de face.
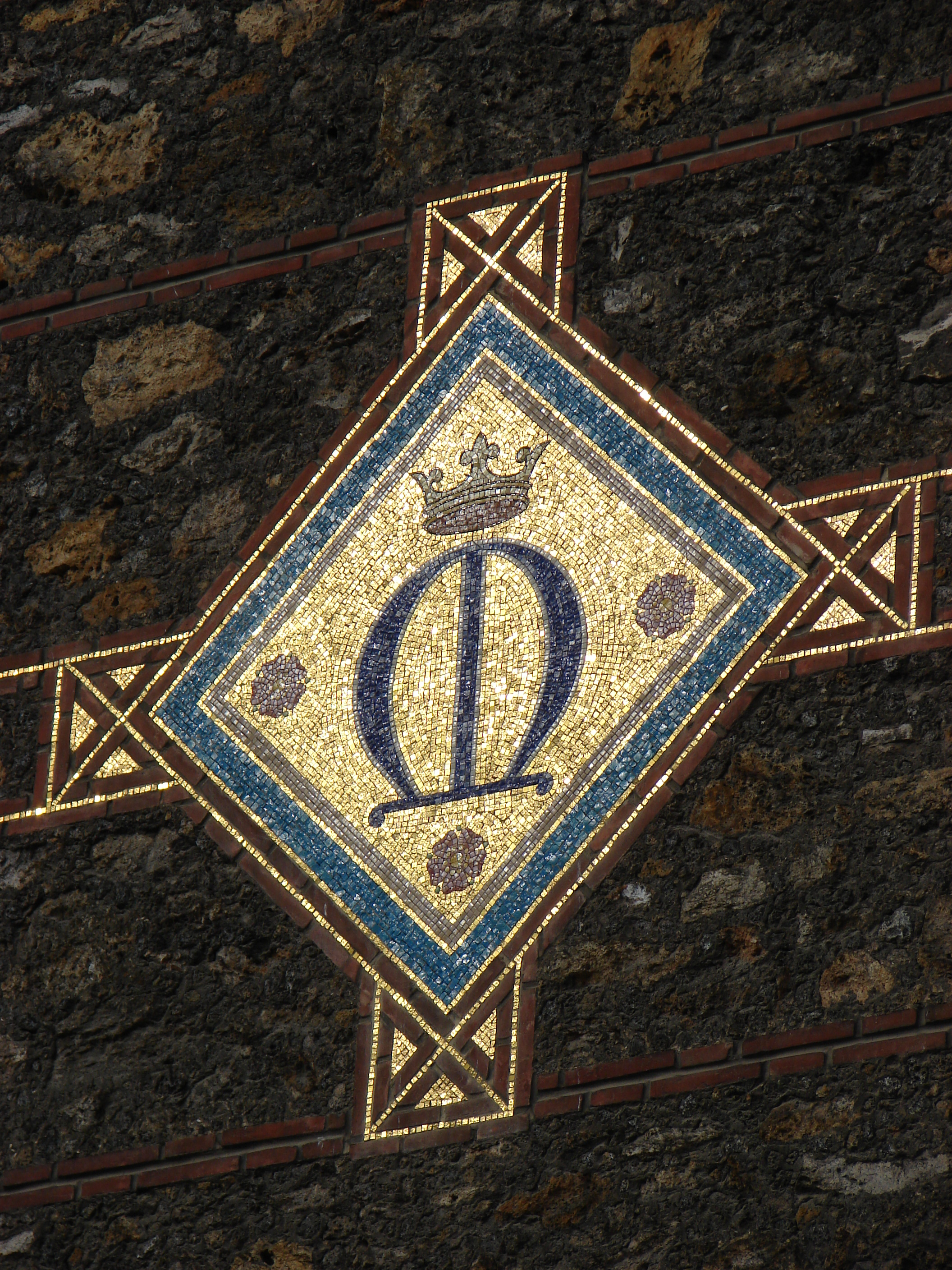
Croix sur la façade.
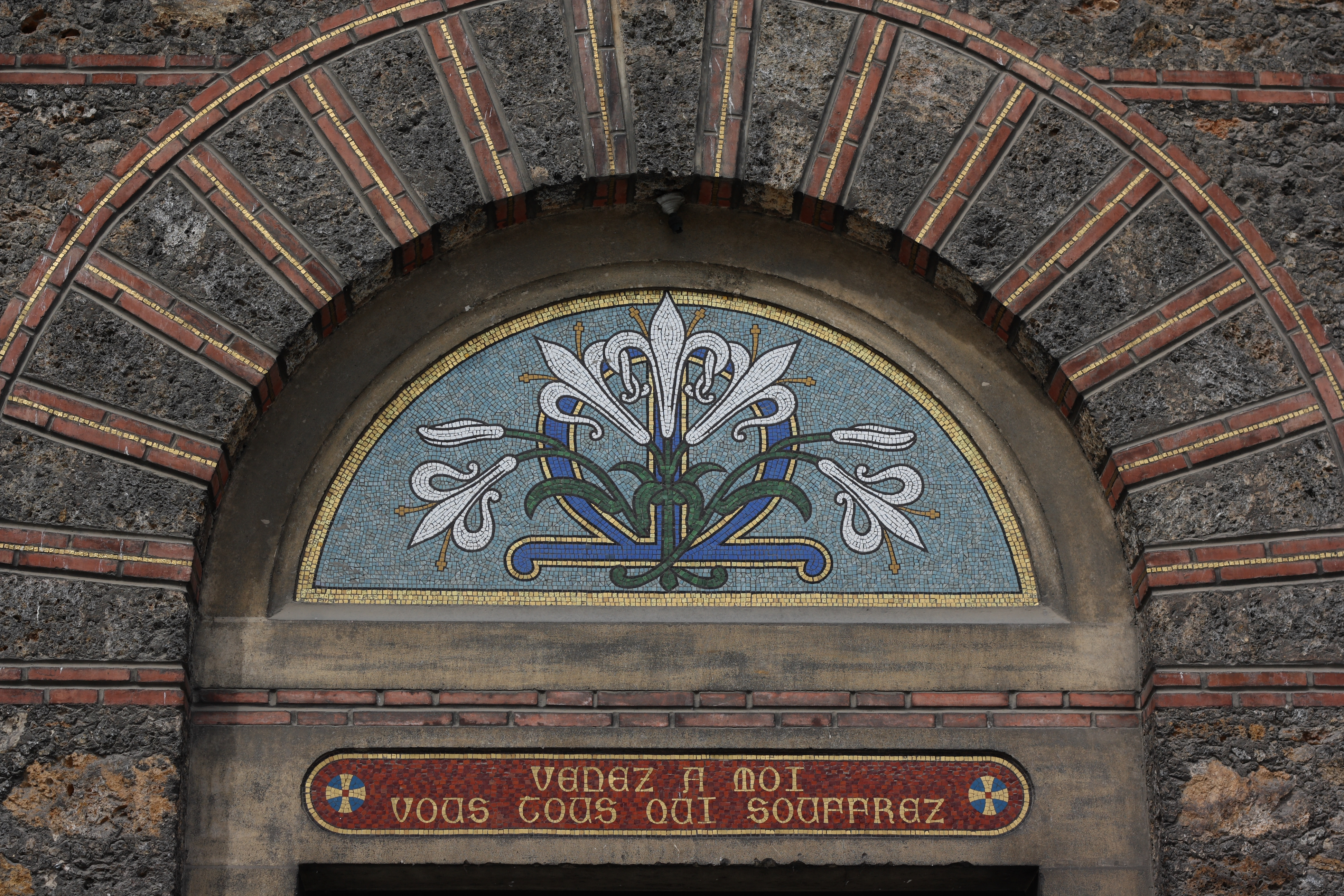
Mosaïque du portail.

Intérieur

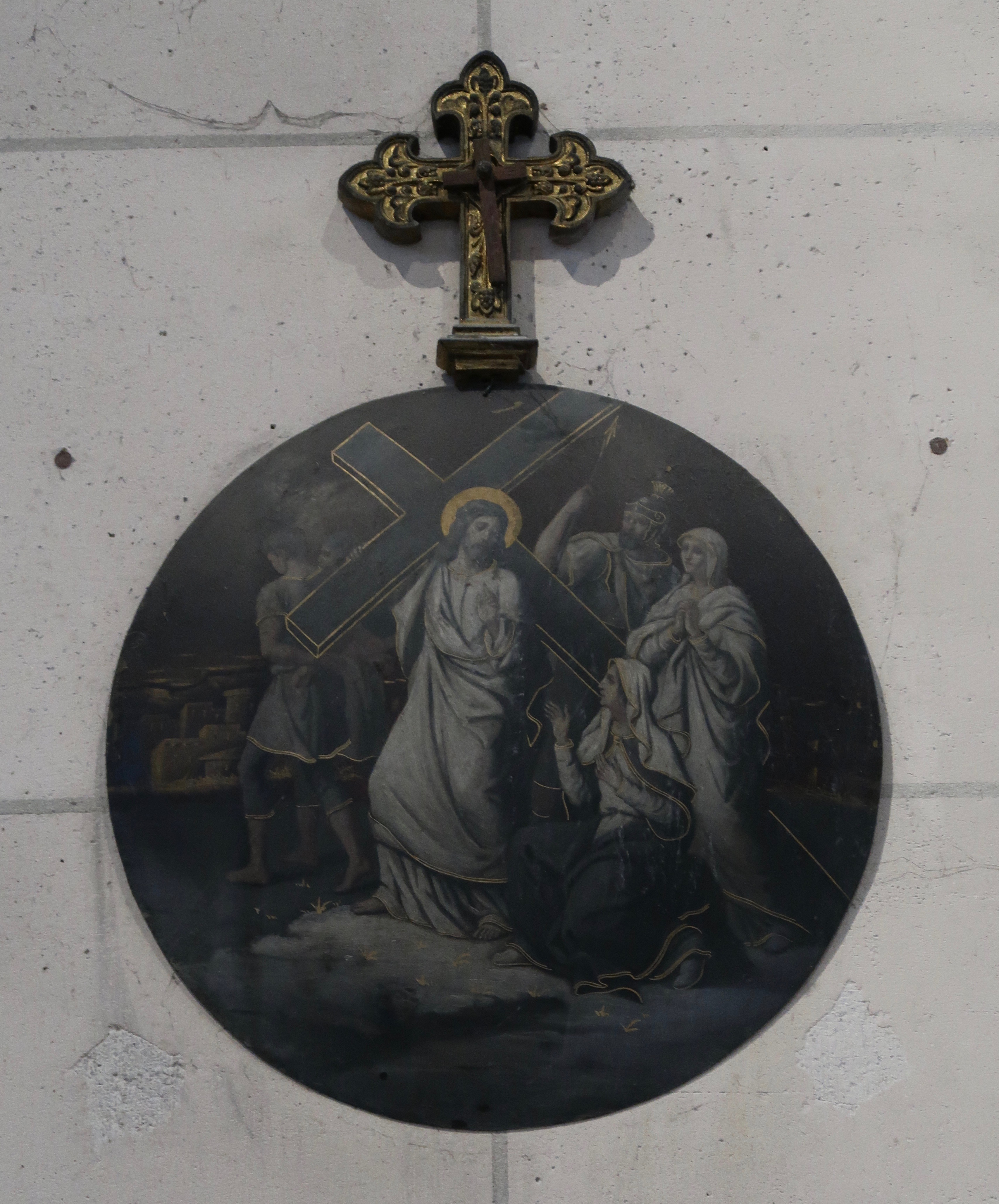
Étape du chemin de croix.
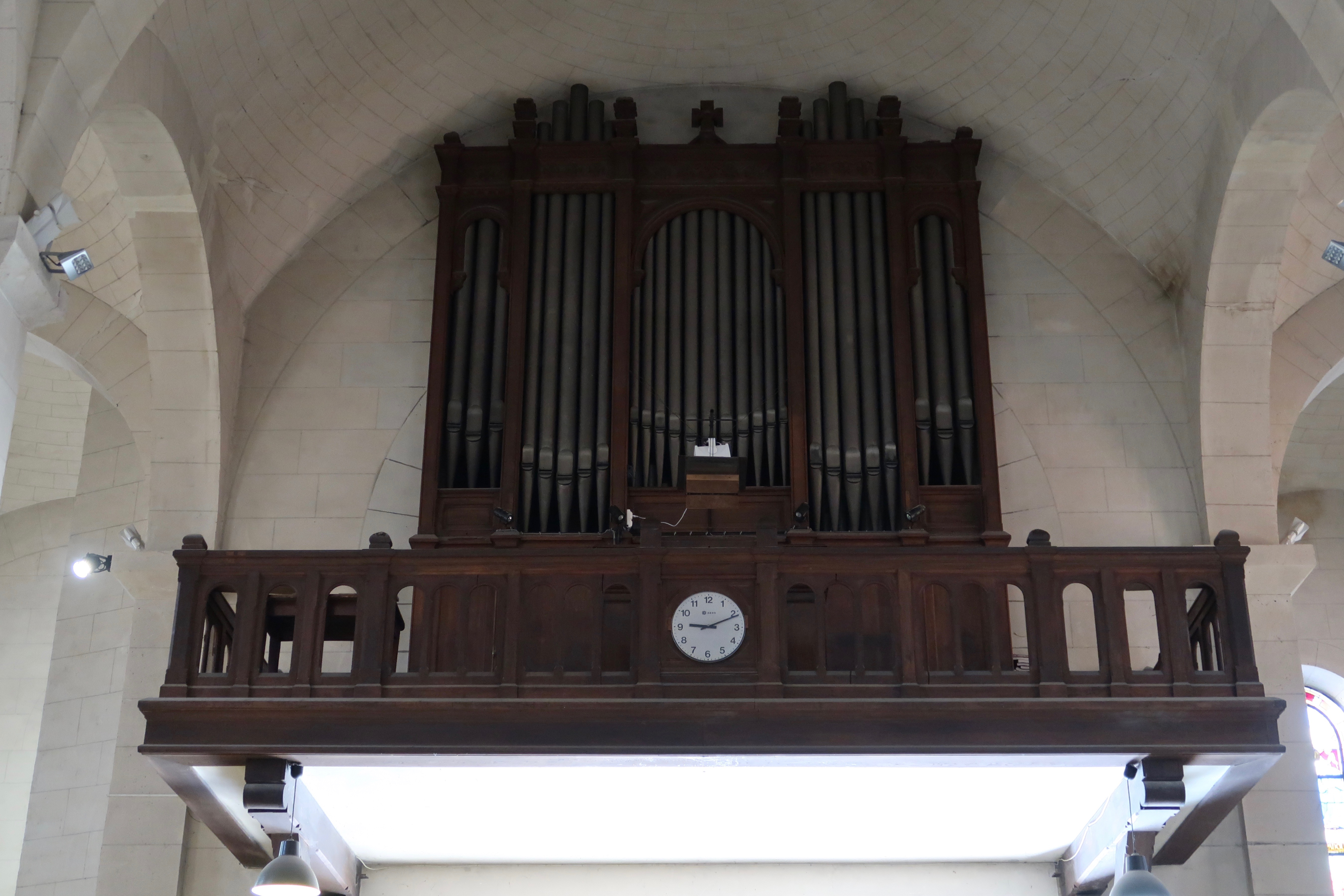
Orgue.
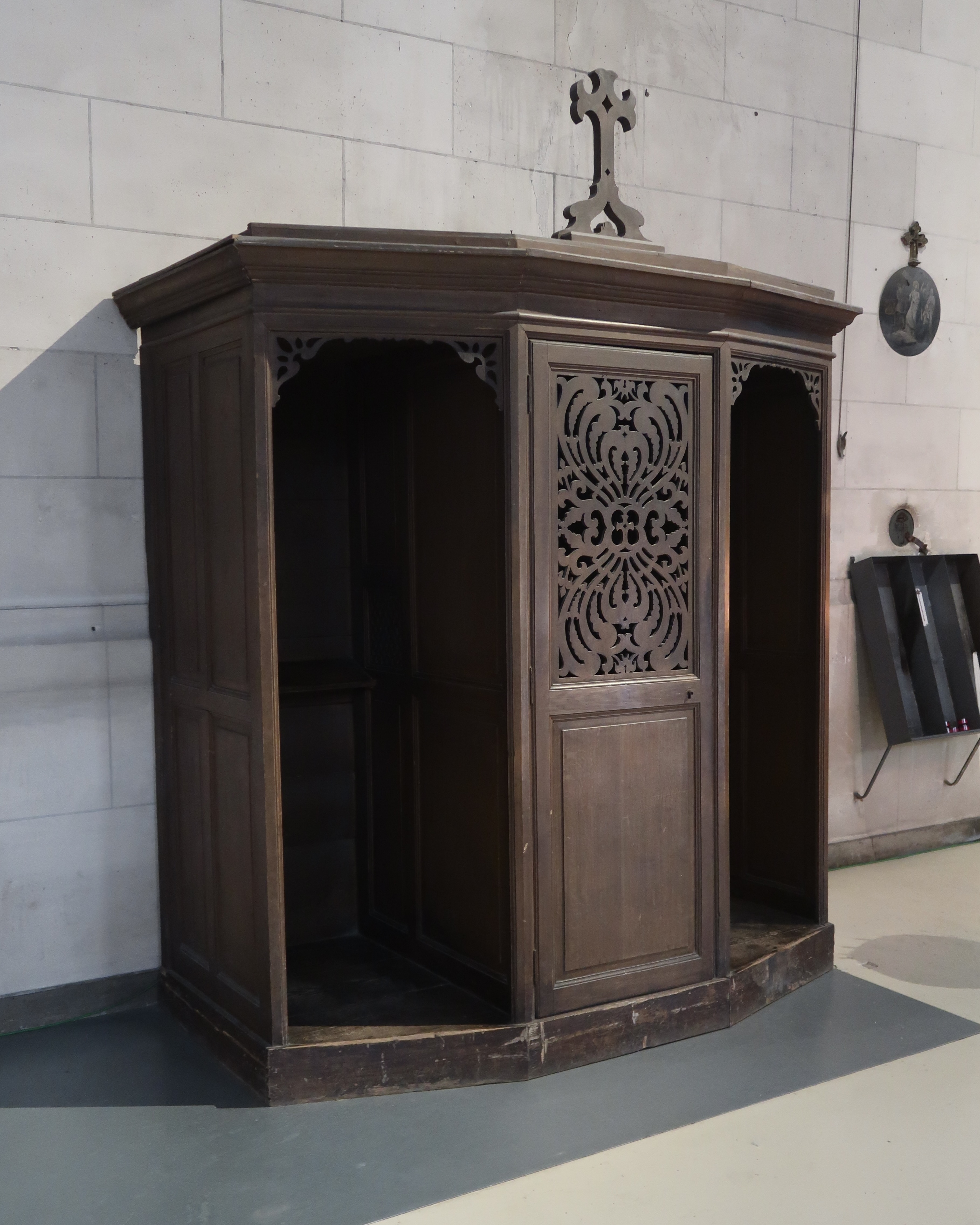
Confessionnal.
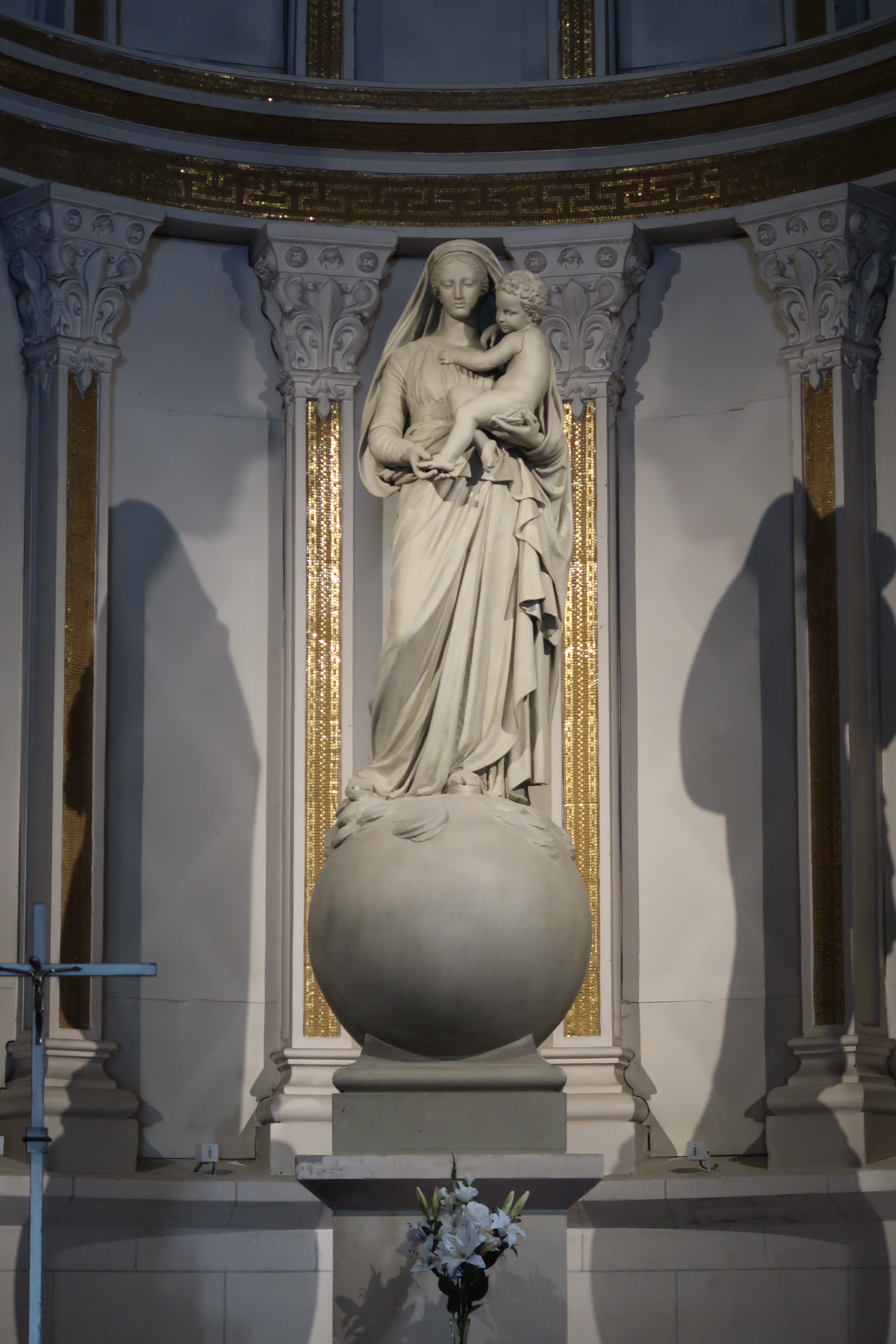
Statue de la Vierge à l'Enfant dans le chœur.
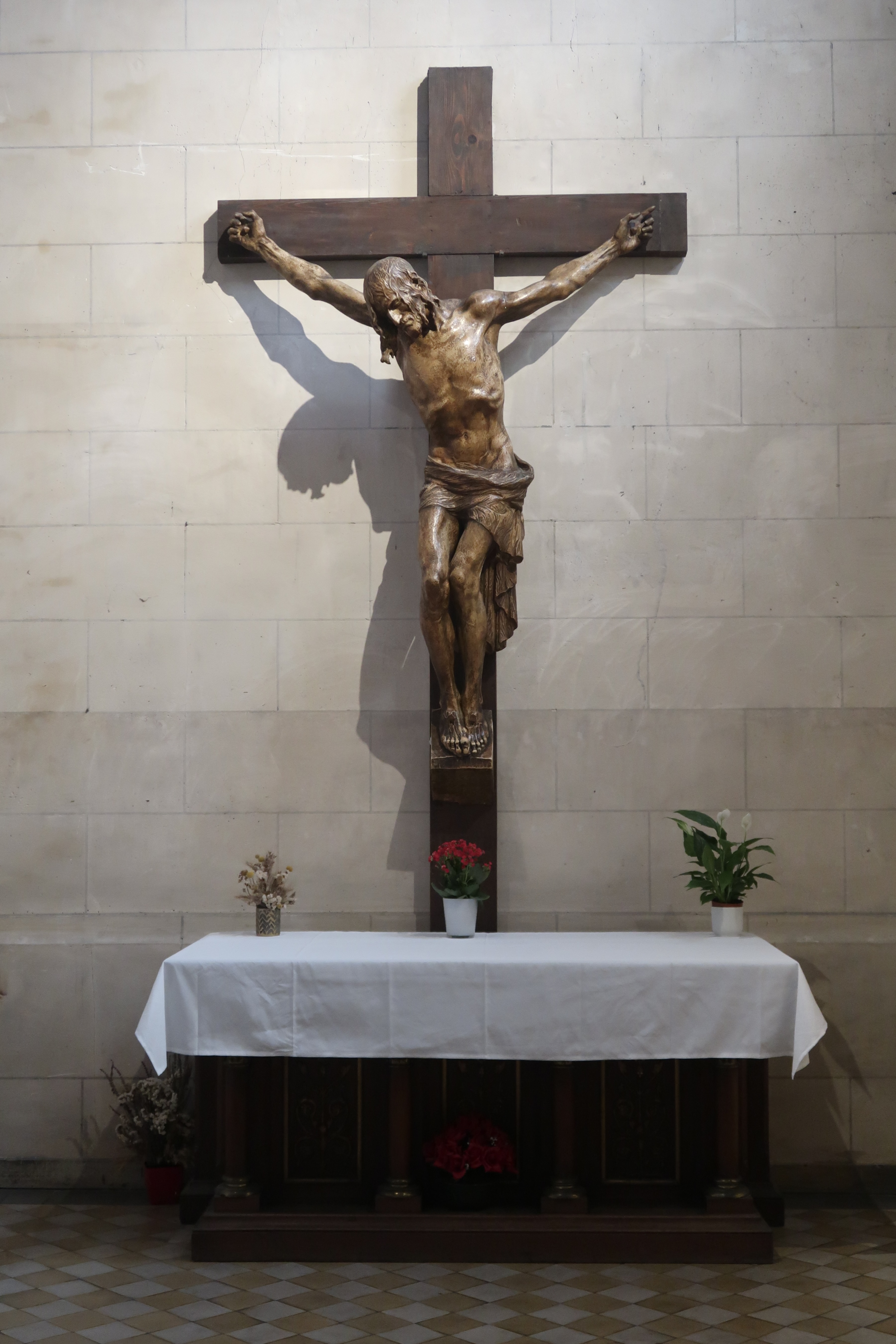
Sculpture de Jésus sur la croix.
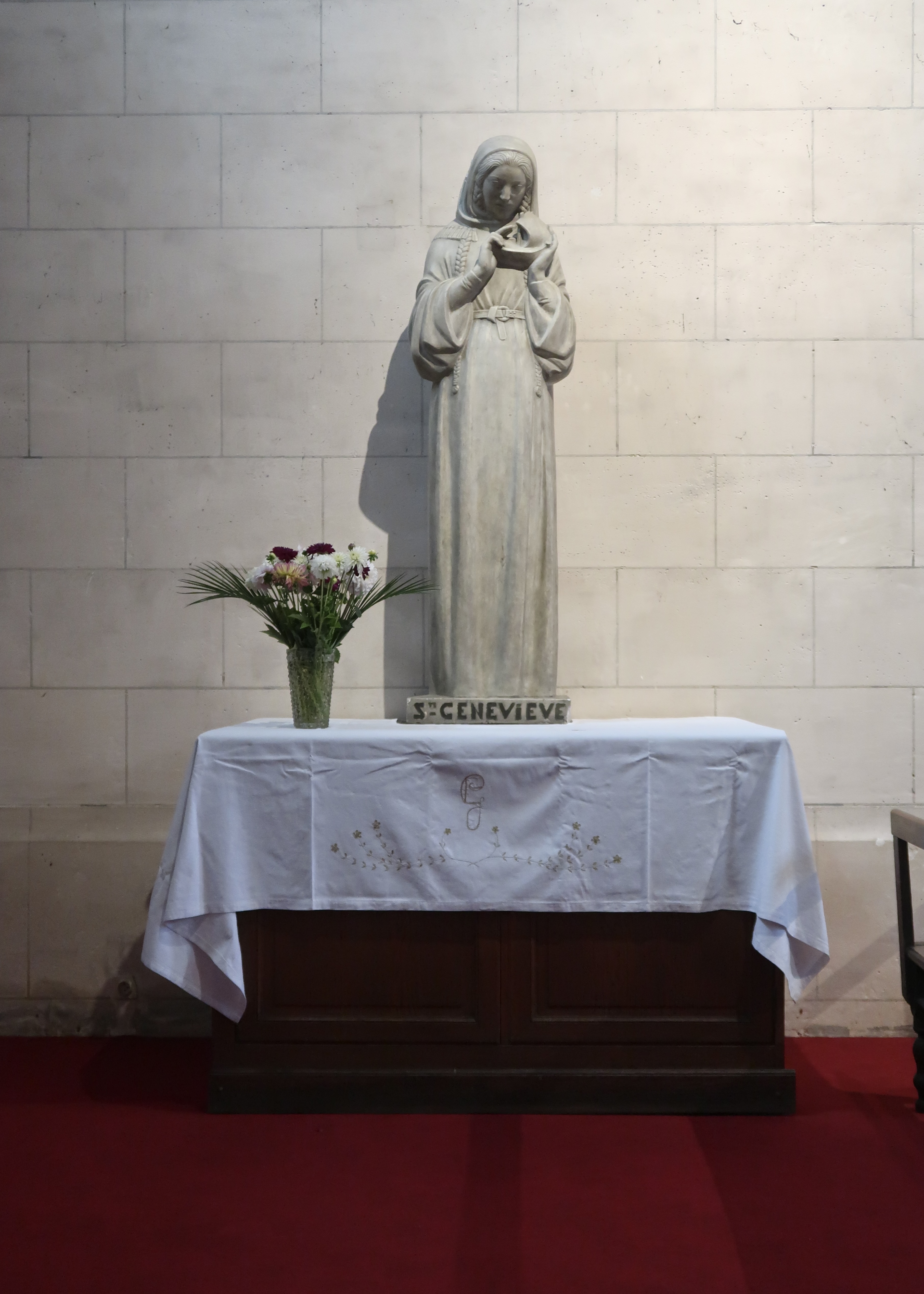
Statue de sainte Geneviève.
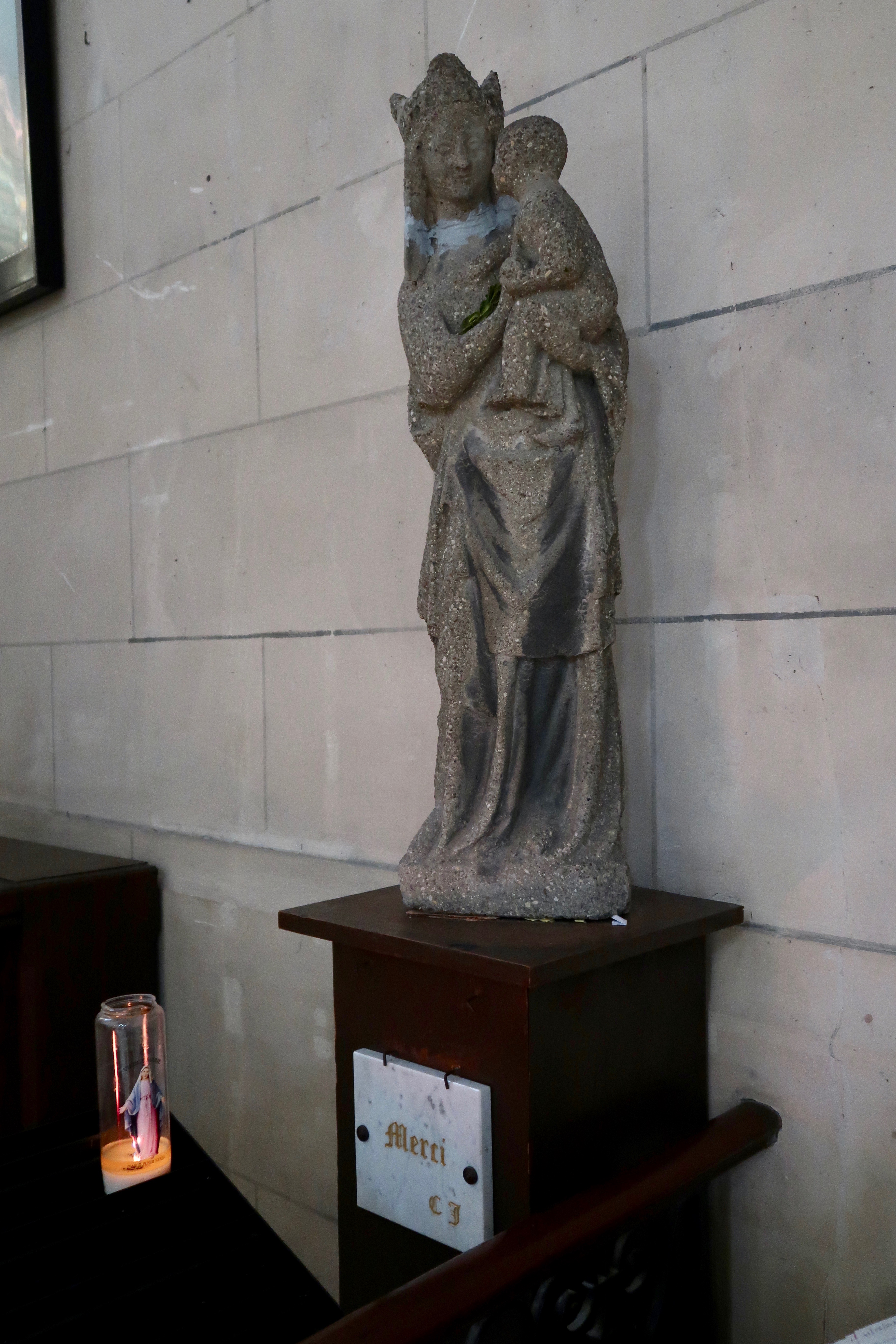
Statue de la Vierge à l'enfant.
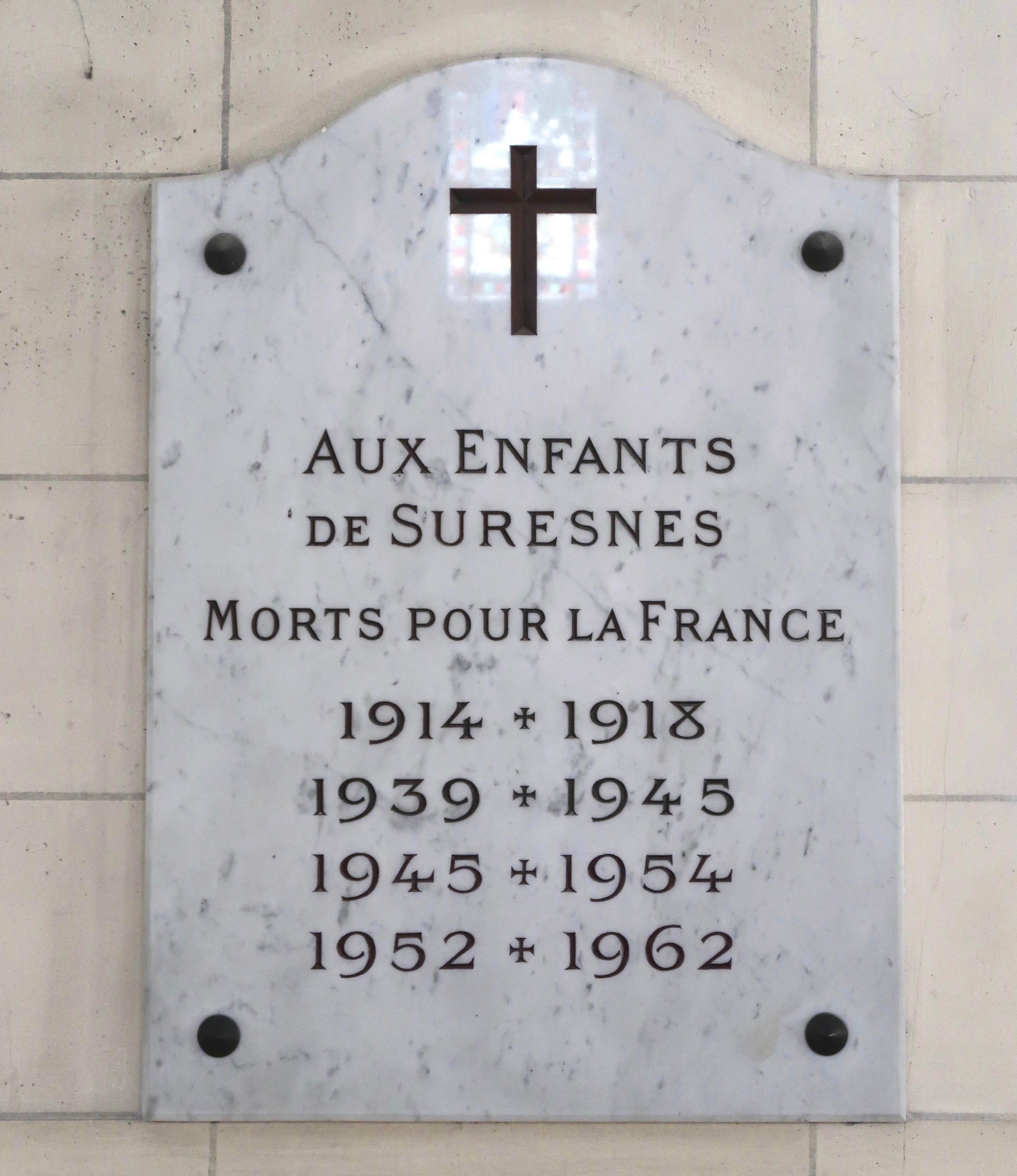
Plaque aux enfants morts de Suresnes.

## Paroisse
Depuis janvier 2010, la commune de Suresnes fait partie du doyenné du Mont-Valérien, l'un des neuf doyennés du diocèse de Nanterre.